# Storia di Lubiana
La storia di Lubiana, la cui fondazione viene attestata attorno al 2000 a.C., è contraddistinta dall'incontro (e talvolta, dallo scontro) di popoli e culture anche molto differenti tra loro.

## Leggenda

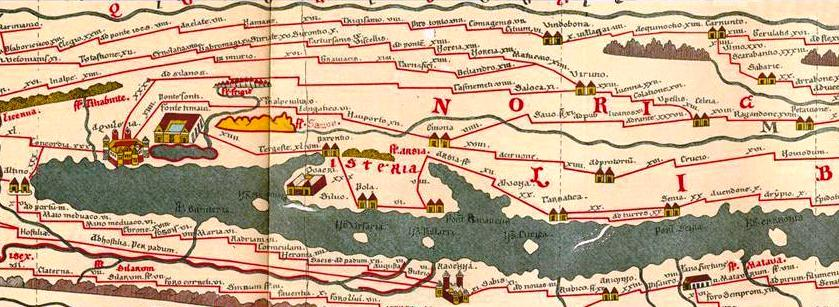
L'abitato di Aemona è rappresentato anche nella Tabula Peuntingeriana, che rappresenta le vie di collegamento dell'Impero romano nel I secolo a.C.

La leggenda vuole che sia stato l'eroe greco Giasone, nel suo viaggio di ritorno in Grecia, a fondare la città. Dopo aver rubato il vello d'oro a re Aites, l'eroe greco scappò con il suo equipaggio a nord, verso il mar Nero, per poi risalire il Danubio e la Sava, fino al fiume Ljubljanica. Qui, gli Argonauti smontarono la nave per poterla trasportare fino al mare Adriatico, dove fu ricomposta e con essa fecero ritorno in Grecia. Sulla strada per il mare, alle sorgenti del fiume Ljubljanica, si fermarono in un grande lago e in una palude dove viveva un drago. Giasone affrontò il drago, che in seguito sarebbe diventato il simbolo della città, sconfiggendolo e uccidendolo.

## Preistoria
Già nel 2000 a.C., le paludi che circondavano la regione dell'odierna Lubiana iniziarono ad essere colonizzate dalle prime popolazioni che vivevano in edifici di legno su palafitte. Questi uomini vivevano di caccia, pesca, ma anche una primitiva agricoltura. Attraverso barche ricavate dai tronchi d'albero riuscivano a spostarsi all'interno delle paludi. Tracce di questi antichissimi insediamenti sono situati nei pressi di Ig (cittadina 10 km a sud di Lubiana) e sono stati dichiarati patrimonio dell'umanità dall'UNESCO nel 2011. Durante il periodo successivo l'area fu un punto di passaggio per numerose popolazioni. Il territorio fu in seguito colonizzato dai Veneti, ai quali seguirono la tribù illirica degli Iapodi e infine la tribù celtica dei Taurisci, nel terzo secolo a.C.
Nel 2002 sono ritrovati dei resti riconosciuti come la ruota più antica nel mondo nei pressi delle paludi di Lubiana.

## Età romana

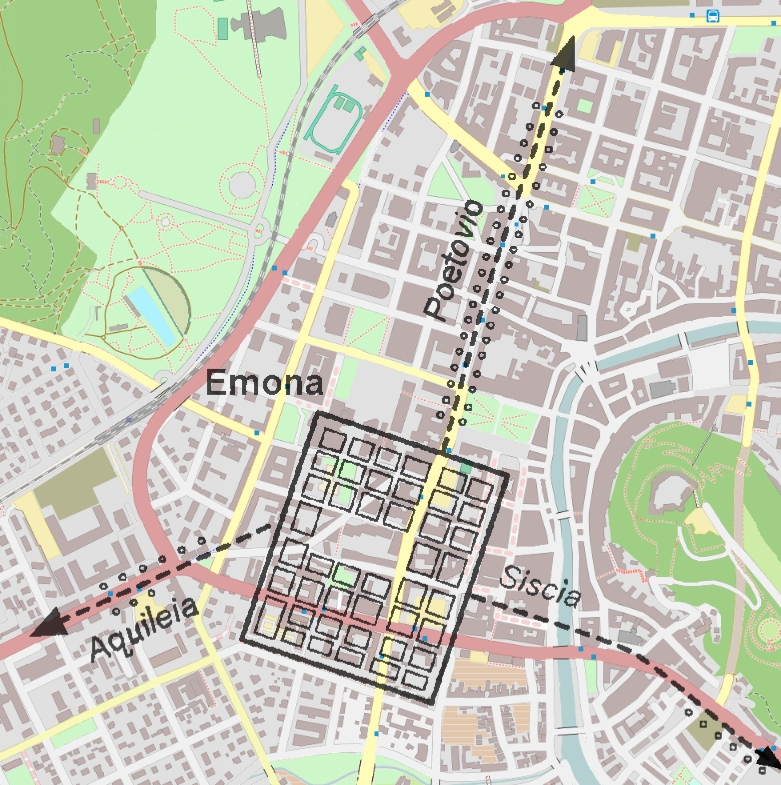
La mappa del castrum Emona

A cavallo tra I secolo a.C e I secolo d.C., i Romani costruirono sul luogo di un precedente insediamento della tribù celtica dei Taurisci un importante castrum militare con il nome di Emona (o Aemona), ponendola lungo l'importante via militare che collegava Aquileia con il Danubio presso Carnuntum e Vindobona, passando per Poetovio e Savaria. La fortezza era costituita da un perimetro di 435x523,6 metri, ai cui lati vi erano quattro porte principali e numerose torri ad intervalli regolari di 60 metri l'una dall'altra. Le mura erano alte tra i 6 e gli 8 metri e larghe attorno ai 2,5 metri. Tra gli storici e gli archeologici, non vi è ancora accordo sulla data in cui i Romani cominciarono ad occupare stabilmente la città: è discutibile infatti che i Romani, già nel 35 a. C. avessero trasferita qui una guarnigione militare permanente; probabilmente il sito venne utilizzato come accampamento durante le campagne militari di Ottaviano in Illirico. Oggi si ritiene Ottaviano non abbia concesso il diritto di colonia alla città bensì Tiberio, che intorno al 14 d.C. assegnò alla città la tribù Claudia dopo l'avvenuto trasferimento a Carnuntum della Legio XV Apollinaris, di stanza nella città, a conclusione della Rivolta dalmato-pannonica del 6-9. Durante il I secolo d.C., la città contava tra i 5.000 ed i 6.000 abitanti e le sue case di mattoni, colorate e intonacate, possedevano già un sistema fognario. Situata sul confine tra l'Italia (Regio X Venetia et Histria) e la provincia della Pannonia, posteriormente venne collocata nella Diocesi Italiciana, seguendone le sorti all'interno dell'Impero d'Occidente. Emona subì alcune distruzioni sia durante l'invasione germanica di Marcomanni e Quadi nel 170 (al tempo delle guerre marcomanniche), sia al tempo dell'anarchia militare, ad opera di Massimino il Trace nel 238, che giunto in città durante la guerra civile, la trovò vuota e senza viveri. Nel 388, la città occupata dall'usurpatore Magno Massimo, salutò imperatore Teodosio I subito dopo la vittoriosa battaglia della Sava. Nel 452 venne distrutta dagli Unni guidati da Attila e la stessa cosa accadde da parte di Ostrogoti e Longobardi, che giunsero in città per poi penetrare in 
Italia.

## Medioevo
Nel VI secolo si insediò il popolo degli sloveni i quali, nel IX secolo, passarono sotto la dominazione del popolo dei Franchi, ai quali si aggiunsero gli attacchi da parte degli ungheresi. Intorno all'anno 1000 gli ungheresi furono sconfitti dai tedeschi e la zona passò quindi sotto il sacro Romano Impero.  Intorno al 1112-1125 si hanno le prime citazioni del castello di Lubiana. Il nome della città, Luvigana/Laibach, appare per la prima volta in un documento del 1144, sotto il casato degli Sponheim. Nel XIII secolo la città è composta di tre zone: Stari trg (centro storico), il Mestni trg (piazza) e Novi trg (città nuova). Nel 1220 ricevette lo status di città, che le garantiva il diritto di battere propria moneta. Nel 1270 la regione della Carniola (che corrisponde circa all'attuale Slovenia centro-occidentale), in cui rientra la città, entra tra i possedimenti di Ottocaro II di Boemia a seguito della fine della dinastia dei Babenberg. Rodolfo I d'Asburgo ottiene la città nel 1278, e rimarrà sotto il loro dominio con il nome di Laibach, fino al 1809. La diocesi della città è stata fondata nel 1491 e la chiesa di San Nicola diventa una cattedrale.

## Età moderna

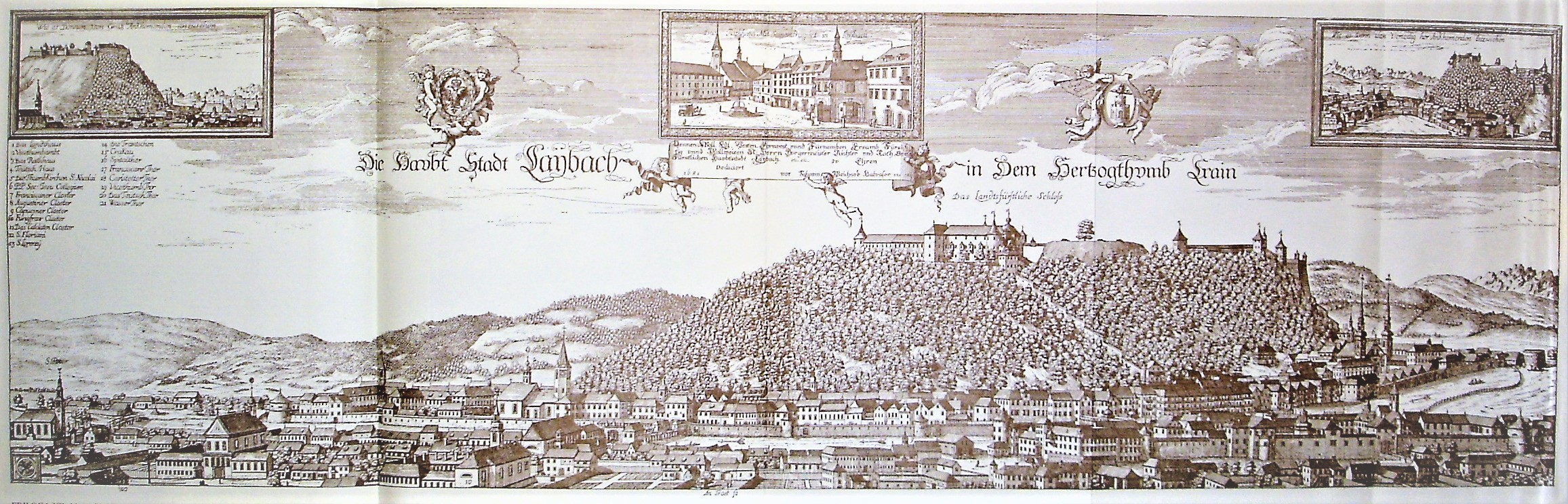
Lubiana in una stampa del XVII secolo

### Rinascimento
Nel XV secolo, la città acquisì la fama di centro delle arti e dopo il terremoto del 1511, venne ricostruita in uno stile rinascimentale e dotata di una nuova cinta muraria. Alla fine del XVI secolo, Lubiana era una vivace città a maggioranza protestante: solo il 5% della popolazione, infatti, professava la religione cattolica. Nel 1597, nel solco della controriforma, si installò in città una congregazione di Gesuiti, seguiti nel 1606 dai Cappuccini. Fino al XVIII secolo, i due ordini religiosi daranno un importante impulso alla vita culturale ed artistica della città, istituendo numerose scuole e dando impulso per la costruzione di molti edifici in stile barocco, come la cattedrale di San Nicola, il più importante luogo di culto della città.

### L'inizio della cultura slovena
Nel XVI secolo la sua popolazione è composta di 5.000 abitanti di cui il 70% di madrelingua slovena, cui si aggiunge una consistente comunità di lingua tedesca. Nel 1550 vengono stampati, ad opera del riformatore sloveno Primož Trubar, i primi due libri in sloveno: Katekizem (Catechismo), comprensiva di un abecedario; il riformatore sloveno pubblicherà in seguito anche una traduzione in sloveno della Bibbia.

### Barocco

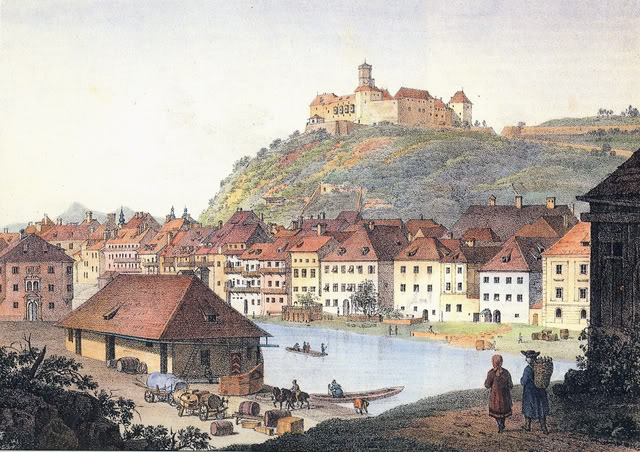
Lubiana nel XVIII secolo.

Nel 1597, nel solco della controriforma, arriva in città una congregazione di Gesuiti, seguiti nel 1606 dai Cappuccini. I due ordini religiosi daranno un importante impulso alla vita culturale della città: i gesuiti infatti incoraggiarono le rappresentazioni teatrali, istituirono una scuola che ben presto divenne un collegio e introdussero in città concerti di musica barocca.  A partire dalla metà del XVII secolo, la città adotta uno stile architettonico barocco; giungono quindi in città numerosi architetti (molti dei quali italiani) che rinnovano in questo stile numerosi monasteri, chiese e palazzi. Tra gli esempi di architettura barocca di maggior pregio, si ricordano la Cattedrale di San Nicola, la chiesa francescana dell'Annunciazione e la Fontana dei Tre Fiumi carniolani, realizzata dallo scultore italiano Francesco Robba sulle forme della fontana di piazza Navona in Roma Nel 1702 si insedia in città anche l'ordine delle Orsoline, grazie al quale venne aperta la prima scuola femminile della Slovenia. Qualche anno dopo inizia la costruzione della barocca chiesa della Santissima Trinità, dove tuttora risiede l'ordine. Nel 1779, il cimitero della chiesa di San Pietro viene chiuso; al suo posto, venne aperto il cimitero di San Cristoforo.

## Età contemporanea

### XIX secolo
Il dominio degli Asburgo venne brevemente interrotto durante le guerre napoleoniche e tra il 1809 e il 1813 Lubiana fu la capitale delle province illiriche del Primo Impero francese. Nel 1815 la città ritornò in mano austriaca e dal 1816 al 1849 fu parte del Regno d'Illiria. Nel 1821 la città ospitò il congresso in cui sarà definita la geografia europea degli anni seguenti.
Il 18 agosto 1849 viene inaugurato il primo tratto della ferrovia meridionale collegando così la città con Vienna, mentre il 27 luglio 1857 la linea viene completata giungendo a Trieste. Il servizio di illuminazione elettrica viene invece attivato nel 1898. Nel 1895 la città, che conta 31.000 abitanti, subisce un grave terremoto di magnitudo 6,1 sulla scala Richter. Il 10% degli edifici è distrutto, anche se si registra un numero di vittime contenuto. La ricostruzione della città avverrà in stile Art Nouveau. Nel 1900 la città contava 36 547 di cui 29 733 erano sloveni (81%) e 5 423 tedeschi (15%). Nel 1901 viene inaugurata la rete tranviaria di Lubiana.

### Il primo dopoguerra
Nel 1918, con il collasso dell'Impero austro-ungarico, Lubiana passò al Regno dei Serbi, Croati e Sloveni poi tramutatosi in Regno di Jugoslavia. Nel 1929 divenne la capitale della provincia jugoslava della Banovina della Drava, successivamente nel 1919 viene fondata l'università di Lubiana.

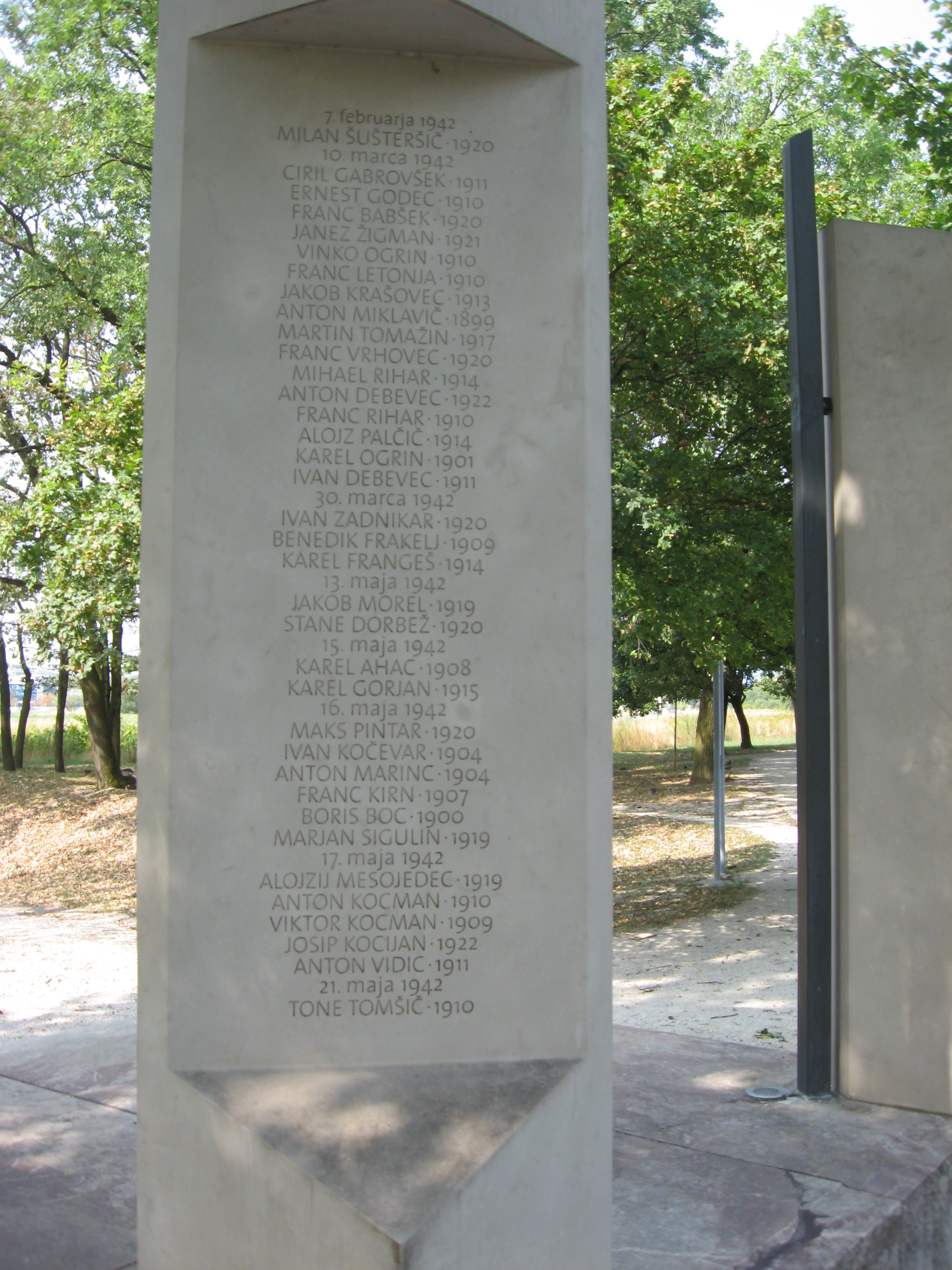
Dettaglio del complesso monumentale eretto in onore degli ostaggi fucilati per rappresaglia dai militari italiani presso la Gramozna jama

### L'occupazione nazifascista

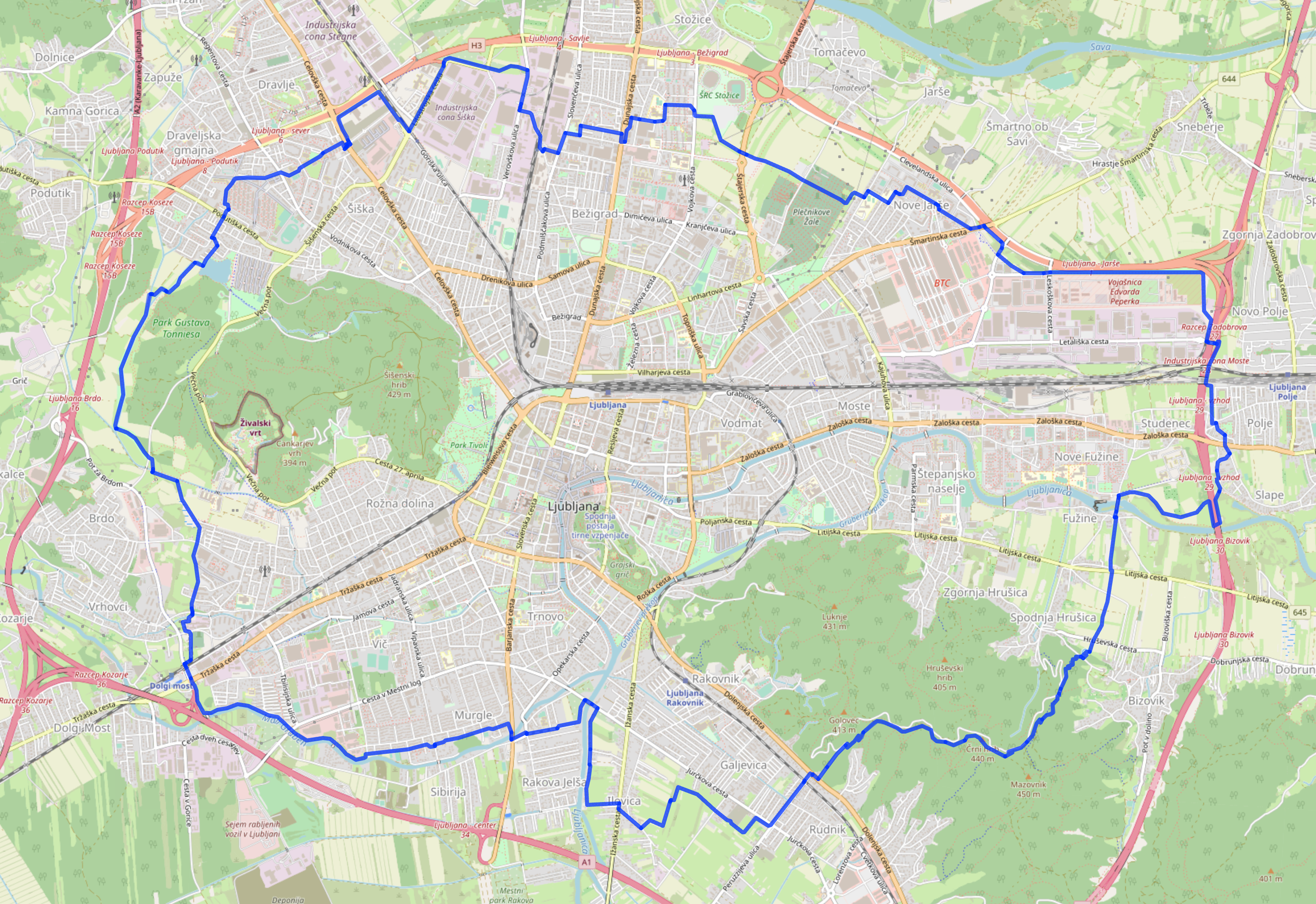
In blu il tragitto del "Sentiero del ricordo e della fratellanza" (in sloveno Pot spominov in tovarištva) disposto nel 1985 lungo il percorso del reticolato che circondava la città di Lubiana durante l’occupazione italiana.

Durante la Seconda guerra mondiale, la città fu occupata e annessa dall'Italia nel 1941. Lubiana e il territorio circostante (Bassa Carniola) divennero una provincia italiana della regione Venezia Giulia., di cui Lubiana fu capoluogo con sigla automobilistica LB. L'attuale territorio comunale era articolato - oltre che nel comune capoluogo di Lubiana Città - anche nei comuni di Dobrugne (Dobrunje), Gesizza (Ježica) e San Vito (Šentvid). Per contrastare gli atti di rivolta compiuti dalla popolazione locale, nella notte fra il 22 e il 23 febbraio 1942 le autorità militari italiane cinsero con filo spinato e reticolati l'intero perimetro di Lubiana, disponendo un ferreo controllo su tutte le entrate e le uscite. Il recinto era lungo ben 41 chilometri. Furono arrestati 18 708 uomini; di questi 878 furono mandati in campo di concentramento. Fino alla capitolazione dell'Italia, avvenuta l'8 settembre 1943, le autorità militari italiane fucilarono, per rappresaglia, oltre 100 ostaggi. Le fucilazioni furono compiute presso la cava abbandonata Gramozna Jama, alla periferia di Lubiana.
Dopo l'8 settembre agli italiani subentrarono le truppe naziste e i collaborazionisti domobranci, che occuparono la città fino all'arrivo delle milizie comuniste di Tito, nel maggio 1945.

### Il secondo dopoguerra
Dopo la seconda guerra mondiale, la città divenne la capitale della Repubblica socialista di Slovenia e integrata alla Jugoslavia. Tra gli anni '50 e gli anni '70 la città ha vissuto uno sostenuto sviluppo economico, diventando rapidamente una delle zone più ricche e produttive dello stato iugoslavo e attirando migliaia di emigranti dalle regioni più depresse del Paese, come Macedonia, Kosovo e Bosnia-Erzegovina.La presenza di comunità emigrate in questo periodo è ancora consistente nel quartiere operaio di Fužine.
Il 6 ottobre 1951 viene inaugurata la rete filoviaria di Lubiana in sostituzione della vecchia linea del tram.
Il 4 maggio 1980, a seguito alle complicazioni di una gangrena, muore in una clinica della città il maresciallo Tito, per 35 anni il leader indiscusso dello stato jugoslavo. La partenza del convoglio funebre alla volta di Belgrado venne salutata da decine di migliaia di persone riversatesi sulle strade e sul piazzale antistante la stazione ferroviaria.
A seguito della guerra dei dieci giorni, il 25 giugno 1991 la Slovenia ottenne l'indipendenza dalla Jugoslavia; Lubiana divenne capitale della neonata Repubblica di Slovenia. Nel 2004 la Slovenia entrò nell'Unione Europea e nella seconda metà degli anni duemila, Lubiana divenne un importante polo turistico, oltre che un punto di riferimento per il modello di sviluppo sostenibile grazie all'attuazione dell'ambizioso progetto Vision 2025; i risultati dell'impegno green della città vennero premiati dall'Unione Europea nel 2016, quando le venne conferito il premio capitale verde.

## Il nuovo millennio

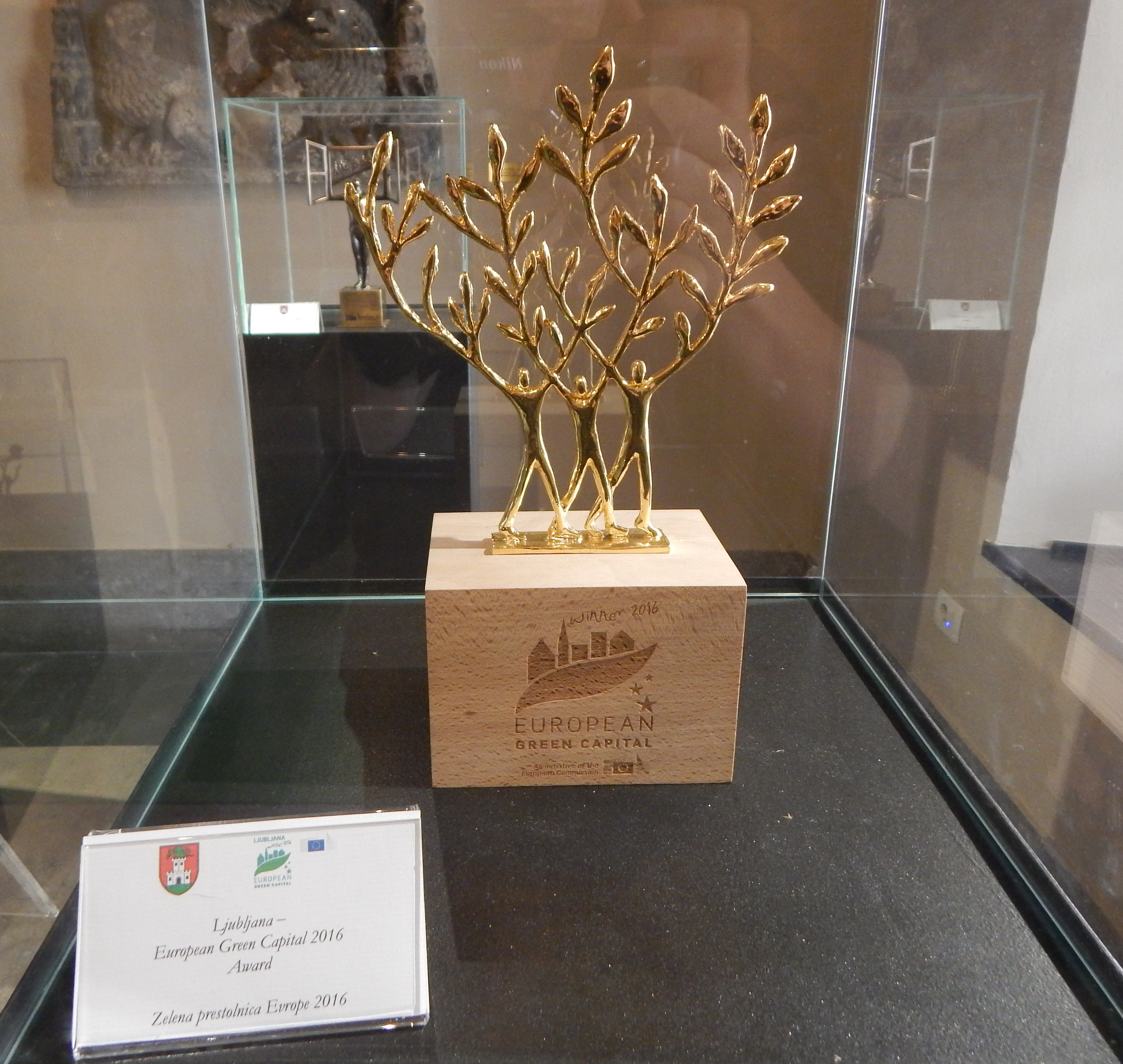
Il premio per la Capitale verde europea all'ingresso del municipio di Lubiana.

Nel 2004 la città ospita le cerimonie per l'ingresso nell'Unione europea.
Nella seconda metà degli anni duemila, Lubiana ha cambiato velocemente volto, trasformandosi in una città modello di sviluppo sostenibile attraverso l'attuazione del progetto Vision 2025, che ha comportato un generale ripensamento della città. Al 2007, infatti, risale la pedonalizzazione del centro storico, seguita pochi anni dopo dalla chiusura al traffico privato di strada Slovenia, la strada più trafficata di tutta la città, rendendola accessibile solamente a bici, pedoni e mezzi pubblici.
Contemporaneamente, è entrata in servizio una flotta di bus ecologici, sono stati realizzati più di 200 km di piste ciclabili e aree pedonali e sono stati creati parcheggi appositi per le macchine elettriche. Sono stati poi aperti numerosi parchi, molti dei quali su aree industriali dismesse ma anche nel centro storico, come la riqualificazione delle sponde della Ljubljanica, progetto vincitore di un premio europeo nel 2012.
È stata inoltre potenziata la raccolta differenziata, raggiungendo una percentuale del 67% nel 2017, non eguagliata da nessun'altra capitale europea e con l'obiettivo di raggiungere i 60 kg di rifiuti pro-capite (di cui solo 30% non riciclabili) entro il 2025.
Per tutti questi progressi in campo della sostenibilità, avvenuti in un lasso temporale tutto sommato breve, nel 2016 Lubiana è stata premiata dall'Unione europea come capitale verde.
Nel 2010 la capitale slovena è stata nominata capitale mondiale del libro, mentre nel 2011 i siti palafitticoli preistorici attorno alle Alpi, alcuni situati nelle paludi di Lubiana entrano a far parte del patrimonio dell'umanità.
Nel 2022 è stata insignita come miglior destinazione europea.